# Smečno
Smečno este o arie protejată (arie specială de conservare — SAC, sit de importanță comunitară — SCI) din Republica Cehă întinsă pe o suprafață de 69,61 ha, integral pe uscat.

## Localizare
Centrul sitului Smečno este situat la coordonatele 50°11′29″N 14°01′22″E / 50.191389°N 14.022778°E.

## Înființare
Situl Smečno a fost declarat sit de importanță comunitară în aprilie 2005 pentru a proteja 1 specie de animale. Situl a fost protejat și ca arie specială de conservare în iulie 2012.

## Biodiversitate
Situată în ecoregiunea continentală, aria protejată nu include niciun habitat protejat.
La baza desemnării sitului se află o specie protejată de  nevertebrate: Osmoderma eremita.